# سيرجي لوشان
سيرجي لوشان (الروسية: Лущан, Сергей Иванович)، من مواليد 14 يونيو 1973، وهو لاعب كرة قدم أوزباكستاني، وقد لعب 27 مباراة دولية مع منتخب أوزباكستان لكرة القدم وسجل هدف واحد كان في مرمى منتخب اليابان لكرة القدم في كأس آسيا 2000.

## روابط خارجية
- سيرجي لوشان على موقع قاعدة بيانات كرة القدم.إي يو (الإنجليزية)
- سيرجي لوشان على موقع ناشيونال فوتبول تيمز (الإنجليزية)
- سيرجي لوشان على موقع Soccerway.com (الإنجليزية)